# Frits & Freddy
Frits & Freddy is een Vlaamse, komische film uit 2010 onder regie van Guy Goossens geproduceerd door de regisseur en Marc Punt, een duo dat bekendheid verwierf door de serie Matroesjka's.
De film is volledig privé gefinancierd. Het is ook de eerste langspeelfilm waarin Tom Van Dyck een hoofdrol speelt. Delen van de film werden opgenomen in de Lommelse Sahara. Het titelnummer (Nen onnozeleir komt nooit alleen) werd verzorgd door  The Clement Peerens Explosition.

## Verhaal
De broers Frits en Freddy Frateur verkopen bijbels van deur tot deur en om hun inkomen wat aan te vullen stelen ze en passant nog wat bij uit de huizen die ze aandoen.
Wanneer de door de geheime politie gevolgde crimineel Carlo Mus hen wegstuurt, dringen ze gewapenderhand zijn chique villa binnen. Ze bedreigen Mus en eisen geld, maar moeten vluchten wanneer het alarm afgaat.
Ze besluiten het ’s nachts nog eens te proberen, breken bij Mus in en ontvoeren zijn vrouw Gina. Ze zijn echter duidelijk slecht voorbereid, zoals meestal…

## Rolverdeling
| Acteur                | Personage       |
| --------------------- | --------------- |
| Peter Van den Begin   | Frits Frateur   |
| Tom Van Dyck          | Freddy Frateur  |
| Wim Opbrouck          | Carlo Mus       |
| Lucas Van den Eynde   | Charles Willems |
| Tom Dewispelaere      | Patrick Somers  |
| Greta Van Langendonck | Greta           |
| Damiaan De Schrijver  | Leon            |
| Jan Van Looveren      | Boris           |
| Stijn Cole            | Gino            |
| Frank Aendenboom      | Kamiel Frateur  |
| Tania Kloek           | Gina Mus        |
| Frank Focketyn        | Willy Faes      |
| Erika Van Tielen      | Kim             |
| Eric Godon            | René Burlet     |
| Jaap Spijkers         | Max den Hamer   |

## Geen financiële steun
In Vlaanderen was er al heel wat opschudding door dat de film geen steun kreeg van het Vlaams Audiovisueel Fonds. Zo moest de film 350.000 bezoekers halen om uit de kosten te geraken. Pas op 2 februari 2011 gebeurde dit en kon de film eindelijk winst beginnen te maken. Een deel van het verslag van het Vlaams Audiovisueel Fonds luidde als volgt:
Dit verhaal is een opeenvolging van flauwe grappen en grollen. De commissieleden stellen zich de vraag of dit soort humor vandaag nog wel werkt. De personages komen over als onsympathieke losers met wie voor de kijker geen empathie of identificatie mogelijk is.